# Fw 44 (航空機)
フォッケウルフ Fw 44
フォッケウルフ Fw 44J、2005年
- 用途：練習機
- 設計者：クルト・タンク
- 製造者：フォッケウルフ
- 運用者：ドイツ空軍
- 初飛行：1932年晩夏[1]

フォッケウルフ Fw 44は、シュティーグリッツ（Stieglitz）の名称で知られた1930年代中のドイツの複座複葉の練習機である。本機はクルト・タンクによって設計され、フォッケウルフ社で操縦訓練用と支援飛行用の機体として製造され、最終的には数カ国でライセンス生産が行われた。

## 設計と開発
Fw 44は保守的な配置のテーパー角の付かない真直ぐな主翼を持つ複葉機で、2つの開放型コックピットはタンデムに配置され双方の操縦席に操縦装置と計器を備えていた。降着装置は固定の尾輪式であり、上下の主翼にエルロンを備えていたがフラップは使用していなかった。エンジンはジーメンス＝ハルスケ Sh 14 星型エンジンを使用していた。
最初の試作機は1932年に飛行した。数多くのテストが行われ、耐久性と空力特性を上げるための改善が施された結果Fw 44は素晴らしい耐空性を持つ機体となった。
Fw 44の2番目のモデルは、4気筒倒立直列の空冷エンジンである90 kW（120 hp）を発生するアルグス As 8を装着したFw 44Bであった。このエンジン用のカウルにより機体はより細く空力特性の優れた機首を持つこととなった。
中華民国が20機のFw 44を購入し、戦闘任務用に改修して日中戦争の初期段階に投入した。これらは全機が失われるまで戦闘で使用された。
最後の量産モデルであるFw 44Jは世界中の幾つかの国々に販売されるか現地でライセンス生産された型で、7気筒のジーメンス＝ハルスケ Sh 14エンジンを装着していた。

## 派生型

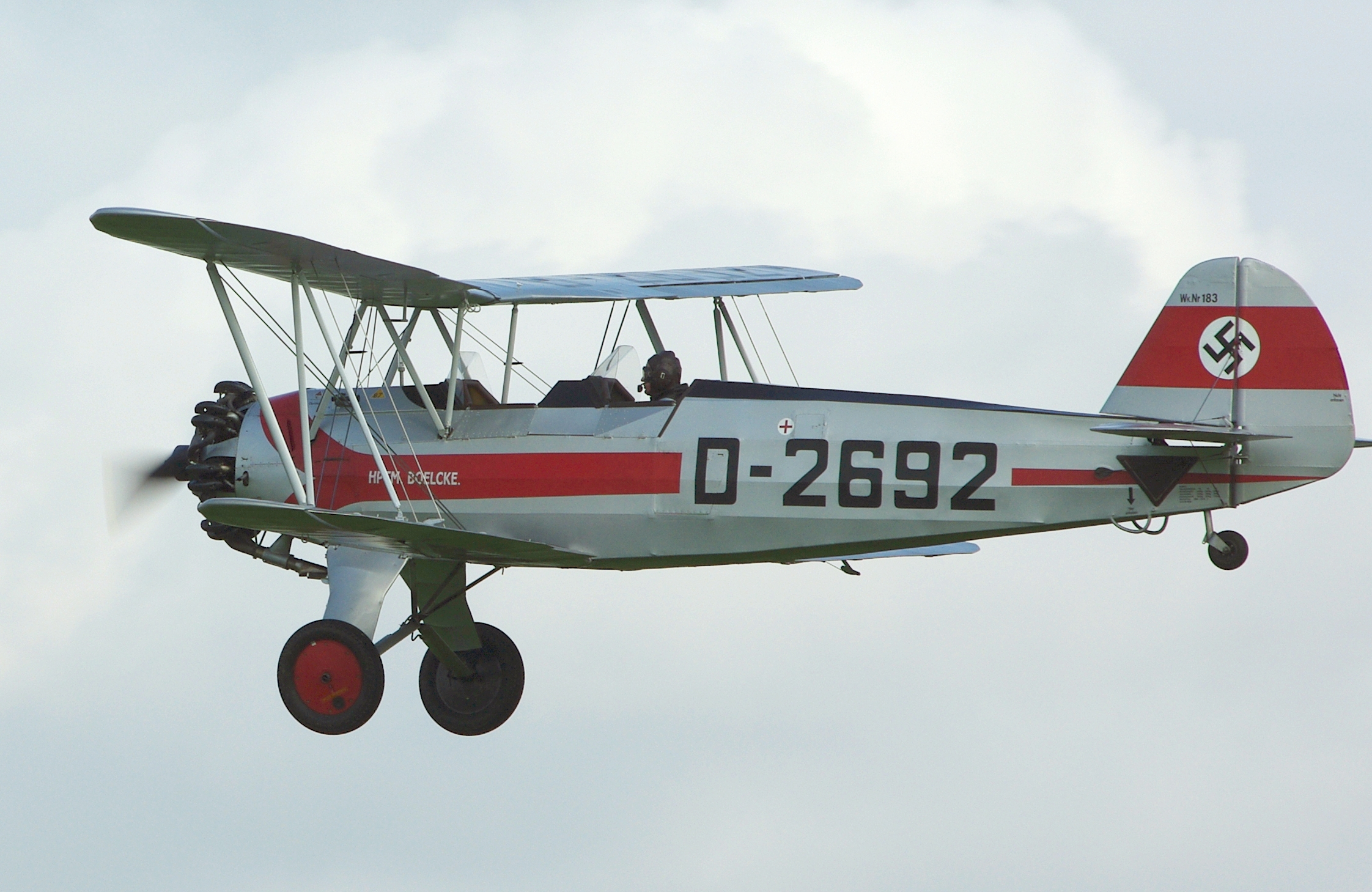
2008年度Old WardenでのFW44J G-STIG

Fw 44B

Fw 44C

Fw 44D

Fw 44E

Fw 44F

Fw 44J

## 運用
アルゼンチン
 オーストリア
 ボリビア
 ブラジル
 ブルガリア
- ブルガリア空軍

 中華民国
 チリ
 コロンビア
 チェコスロバキア
 フィンランド
- フィンランド空軍（Suomen Ilmavoimat）

 ドイツ国
- ドイツ空軍

 ハンガリー
- ハンガリー空軍

 ポーランド
 ルーマニア
- ルーマニア空軍

 スロバキア
 スウェーデン
 トルコ1937 - 1962)

## 要目
(Fw 44)
- 乗員：2名
- 全長：7.30 m (23 ft 11 in)
- 全幅：9.0 m (29 ft 6 in)
- 全高：2.80 m (9 ft 2 in)
- 翼面積：20 m2 (215.2 ft2)
- 空虚重量：565 kg (1,243 lb)
- 全備重量：770 kg (1,694 lb)
- 最大離陸重量：785 kg (1,727 lb)
- エンジン：1 × ジーメンス＝ハルスケ Sh 14 A-4 星型エンジン 7気筒、118 kW / 2,100 rpm (160 hp)
- 最高速度：185 km/h (115 mi)
- 巡航高度：3,900 m (12,790 ft)
- 航続距離：550 km (340 mi)
- 上昇率：17 m/s (56 ft/s)